# Adolf Wilhelm Ferdinand Schmidt
Adolf Wilhelm Ferdinand Schmidt (* 29. August 1812 in Berlin; † 28. Juni 1899 in Aschersleben) war ein deutscher Naturforscher sowie evangelischer Geistlicher.
Sein botanisches Autorenkürzel lautet „A.W.F.Schmidt“.

## Leben

### Ausbildung und Beruf
Adolf Wilhelm Ferdinand Schmidt, Sohn des Pfarrers von Teltow, der 1817 nach Derenburg bei Halberstadt versetzt wurde, besuchte das Martineum in Braunschweig, anschließend das Domgymnasium in Halberstadt, bevor er dort zu Ostern 1832 die Reifeprüfung ablegte. Der zeichenbegabte Schmidt absolvierte danach ein Studium der Theologie an der Martin-Luther-Universität Halle-Wittenberg.
Adolf Wilhelm Ferdinand Schmidt hatte in der Folge mehrere Jahre eine Stelle als Erzieher im Haus des Herren von Helldorf in Bedra bei Merseburg inne, bis er als Hilfsprediger sowie Zeichenlehrer am Domgymnasium nach Halberstadt wechselte. 1846 erfolgte seine Wahl als Diakon an der St. Stephanikirche in Aschersleben, 1848 trat er ebendort in der Nachfolge des Pastors Sachse das Amt des Archidiakons an, das der engagierte Seelsorger bis zu seinem Eintritt in den Ruhestand 1895 innehielt.

### Naturwissenschaftliche Forschungen
Der an der Naturwissenschaft interessierte Adolf Wilhelm Ferdinand Schmidt befasste sich in seiner Halberstädter Zeit mit mineralogischen Studien und sammelte zu diesem Zweck Versteinerungen im Sandstein. In Aschersleben widmete er sich zunächst im Kreis der Apotheker Hornung und Rektor Lübe der Zoologie, wobei er vor allem durch Beiträge zu den Landschnecken hervortrat. Ab Mitte der 1860er Jahre wandte er sich der Botanik zu und erlangte wissenschaftlichen Ruhm insbesondere durch seine Untersuchungen zu den Kieselalgen, den Diatomeen.

## Publikationen
- Der Geschlechtsapparat der Stylommatophoren in taxonomischer Hinsicht, 1855
- System der europäischen Clausilien und ihrer nächsten Verwandten, Theodor Fischer, Cassel 1868, Digitalisat
- (Als Herausgeber): Atlas der Diatomeenkunde, Ernst Schlegel, Aschersleben 1875–1876, (12 Hefte), Digitalisat